# نصرت أباد لكلر
نصرت‌ أباد لكلر هي قرية في مقاطعة ملكان، إيران. عدد سكان هذه القرية هو 676 في سنة 2006.